# 陳宣 (嘉靖進士)
陳宣（1536年—？），字汝化，號虚菴，直隸寧國府太平縣人，民籍，明朝政治人物。

## 生平
嘉靖四十三年（1564年）甲子科應天府鄉試第三十四名舉人。嘉靖四十四年（1565年）聯捷乙丑科三甲第二百三十九名進士。工部观政，四十五年二月授知德清县。恤民教士，建北门外石桥，万民以济。隆慶三年（1569年）十月调饶阳县，秩满，四年六月升南户部主事。丁艰归，服阕，万历二年（1574年）十二月復除北户部主事，五年十二月復除本部，监收通州漕仓，随至随收，旗丁便之。督粮苏州，与王元美等唱和，诗篇甚富。还部，七年（1579年）九月以谗谪清源（临清州同知），十年二月徙通判汀州府，卒官。

## 家族
曾祖陳永昌；祖父陳祿；父陳經，贈主事；母焦氏，贈安人。弟詠、謨、詳。